# Sylva Gilbertová
Sylva Gilbertová (* 15. září 1941) je česká lékařka a výzkumná pracovnice zaměřená na obor myoskeletární ergonomie. Svou celoživotní prací se zařadila mezi průkopníky ergonomie v českém prostředí, kde etablování oboru na rozdíl od mnoha evropských zemí nebylo ukončeno ještě ani počátkem 21. století.

## Profesní životopis
Sylva Gilbertová se narodila 15. září 1941. Vystudovala Lékařskou fakultu (hygienickou) Univerzity Karlovy v Praze (1958–1964). Společně s RNDr. Vladimírem Glivickým pracovala v odd. ergonomie ve Státním výzkumném ústavu ekonomiky MSP (do roku 1970) a následně pak ve Státním zdravotním ústavu v Praze (do roku 1987) v odd. ergonomie a též v odd. pracovního lékařství, kde se převážně zabývala problematikou onemocnění z přetížení. Od roku 1987 do roku 1997 byla zaměstnána v Institutu postgraduálního vzdělávání ve zdravotnictví (Katedra rehabilitačního lékařství). I v tomto zaměstnání měla možnost jak ve výzkumné, tak i pedagogické činnosti uplatnit zkušenosti z ergonomie, a to především ve specializaci tzv. myoskeletární ergonomie. Později pracovala na rehabilitačním oddělení obvodní polikliniky v Praze 7.
Ergonomii též dlouhodobě přednášela pro studenty fyzioterapie na 2. i 3. Lékařské fakultě. Je dlouholetou členkou České ergonomické společnosti a v létech 1996–2001 byla předsedkyní této společnosti. Publikovala přibližně 150 odborných publikací a s PhDr. Oldřichem Matouškem vydala v roce 2002 publikaci: Ergonomie – optimalizace lidské činnosti, která byla po Glivického knize z roku 1975 teprve druhou českou veřejně vydanou publikací o etablujícím se oboru ergonomie.

## Výběr z publikací
- GILBERTOVÁ, S.; MATOUŠEK, O. Ergonomie: optimalizace lidské činnosti. Praha: Grada Publishing, 2002. 239 s. ISBN 80-247-0226-6.
- GILBERTOVÁ, Sylva; MAREK, Jakub. Pracovní podmínky strojvedoucích (ergonomie, rehabilitace). In: Komfort hromadné dopravy. Praha: VŠUP, 2011
- GILBERTOVÁ, S. Ergonomické a zdravotní aspekty práce vsedě a u počítače. In: Konference Ergonomie a stres. Praha: Českomoravská konfederace odborných svazů, 2015.
- GILBERTOVÁ, Sylva. Práce, stres a muskuloskeletální onemocnění (MSD). Časopis výzkumu a aplikací v profesionální bezpečnosti [online]. 2020, roč. 13, č. 4. ISSN 1803-3687.[3]
- JANDA, V.; GILBERTOVÁ, Sylva; URBAN, P.: Přetěžování horních končetin opakovanými pohyby (RSI syndrom). In: Pracovní lékařství, 1988, roč. 40, č. 4, s. 180-183.
- GILBERTOVÁ, Sylva: Myoskeletární ergonomie. In: Rehabilitace a fyzikální lékařství, 1997, č. 2., s. 72-73.
- GILBERTOVÁ, Sylva: Profesionálně podmíněné dysfunkce krční páteře. In: České pracovní lékařství, 2000, č. 2. s. 127-130.
- GILBERTOVÁ, Sylva: Muskuloskeletální obtíže při práci s počítačem. In: Praktický lékař, 2005, roč. 85, č. 4, s. 212-214.
- GILBERTOVÁ, Sylva; MAREK, J.: Ergonomie pracovního místa pro osoby zdravotně postižené. In: Stolařský magazín, 2010, roč. 11, č. 6, s. 60-61.
- GILBERTOVÁ, Sylva; MAREK, J.: Ergonomie pracovního místa pro osoby zdravotně postižené II. In: Stolařský magazín, 2010, roč. 11, č. 7-8, s. 34-35.
- FILIPOVÁ, V., GILBERTOVÁ, Sylva: Ergonomie školního věku a vadné držení těla. In: Rehabilitacia, 2013, roč. 50, č. 3., s. 146-154.
- GILBERTOVÁ, Sylva: Ergonomie. In: Švábová K. a kol.: Vybrané kapitoly z pracovního lékařství. Díl 1. Praha 2015, s. 89-102. ISBN 978-80-87023-32-7.

## Ocenění
Mimořádné uznání České ergonomické společnosti za celoživotní přínos oboru (2017).
Tato ocenění byla v historii české ergonomie udělena pouze čtyřem nejvýznamnějším vědcům. Jde o jediná ocenění udělovaná v tomto oboru v ČR.